# 印度支那移民和難民援助法
印度支那移民和難民援助法（Indochina Migration and Refugee Assistance Act）於1975年5月23日由美國總統傑拉德·福特通過，作為西貢陷落及越戰的回應。根據此次法案，大約130,000名來自南越、寮國和柬埔寨的難民被允許以特殊身份下進入美國，此法案分配給特別安置援助及金融援助。